# Llibre de Susanna
El Llibre de Susanna (en hebreu: שׁוֹשַׁנָּה, "lliri"; grec: Σουσαννα) és un relat afegit al Llibre de Daniel, en la Septuaginta (segle iii aC) i a la versió de Teodoció (segle ii), antigues traduccions de l'Antic Testament al grec.
Com a text bíblic, els protestants el consideren apòcrif, però les esglésies catòliques i ortodoxes l'inclouen com a capítol 13 del Llibre de Daniel. L'Església d'Anglaterra no el considera entre les Escriptures i tampoc s'inclou al Tanakh jueu ni s'esmenta a la literatura hebraica antiga.
Algunes característiques del text grec fan pensar que potser no va existir un original hebreu o arameu, però la presència de parells de paraules en algunes descripcions o al·literacions són típiques de les literatures semítiques.
N'hi ha dues versions gregues. El text de la Septuaginta només apareix al Codex Chisianus; la versió de Teodoció apareix a la Vulgata i les bíblies catòliques. En un principi, es col·locava al començament de Daniel, però Jeroni d'Estridó l'ubicà al final, on es troba habitualment ara.
Sext Juli Africà no considera la història com a canònica, i Jeroni la tracta com una faula o exemple. Jeroni afegí una introducció on indicava que el llibre era apòcrif, ja que no havia estat escrit en hebreu com el Llibre de Daniel.

## Contingut
Susanna, una dona bella, casada, va ser observada i desitjada per dos ancians que havien estat nomenats jutges a Babilònia. Els dos es posen d'acord per a tractar de sorprendre-la tota sola i abusar d'ella. Els homes estaven amagats, un dia que Susanna anava a banyar-se al seu jardí, i la van sorprendre, la van amenaçar dient-li que si no es lliurava a ells, atestarien falsament, acusant-la de cometre adulteri amb un jove. Susanna els va respondre: 
Si faig això és la mort per a mi, però si no ho faig no escaparé de vosaltres; però és millor caure a les vostres mans sense haver-ho fet, que pecar davant del Senyor.
Els dos jutges van complir la seva amenaça i al judici, davant el prestigi dels testimonis, Susanna va ser condemnada a mort. Quan anava a ser executada, el jove Daniel va detenir l'execució, va defensar Susanna i va demanar interrogar tot sol els dos jutges, els quals es van contradir en respondre sota quin arbre estaven els supòsits adúlters quan ells els van veure: l'un va dir que era una acàcia i l'altre que era un roure. Davant l'evidència de la calúmnia, Susanna es va salvar i els dos jutges van ser condemnats.
El text se centra en la decisió de Susanna d'agradar a Déu abans que acomodar-se per conveniència personal, a la maldat. Però, a més, contrasta la corrupció de dos jutges ancians i amb prestigi amb la saviesa d'un jove, i aprofita per a elogiar la personalitat d'un profeta i demostrar que "Déu salva els qui esperen en ell".